# Abraham Bosse
Abraham Bosse (Tours, entre 1602 i 1604 - París, 14 o 16 de febrer de 1676) fou un membre de l'Acadèmia Reial de Pintura i d'Escultura, un dels millors gravadors francesos del segle XVII. Teòric del gravat, prosèlit dels mètodes projectius de Girard Desargues, la seva obra és emblemàtica de l'art barroc francès.

## Biografia
Abraham Bosse fou fill de Louis Bosse, un sastre protestant d'origen alemany que havia immigrat a Tours, i de Marie Martinet.
Va fer el seu aprenentatge de gravador a partir de 1620 amb Melchior Tavernier. Els seus primers gravats d'interpretació, a partir dels Jardinièrs del lorenès Jacques Bellange, daten de 1622. L'any 1629, vivint provisionalment a París, va conèixer l'aiguafortista Jacques Callot, del qual esdevé col·laborador i amic, i pateix sense cap dubte la seva influència (ús de la laca, més exigent tècnicament, però permetent traçats més nets).
Es va casar amb Catherine Sarrabat al temple protestant de Tours, el 9 de maig de 1632.

### La trobada amb Desargues

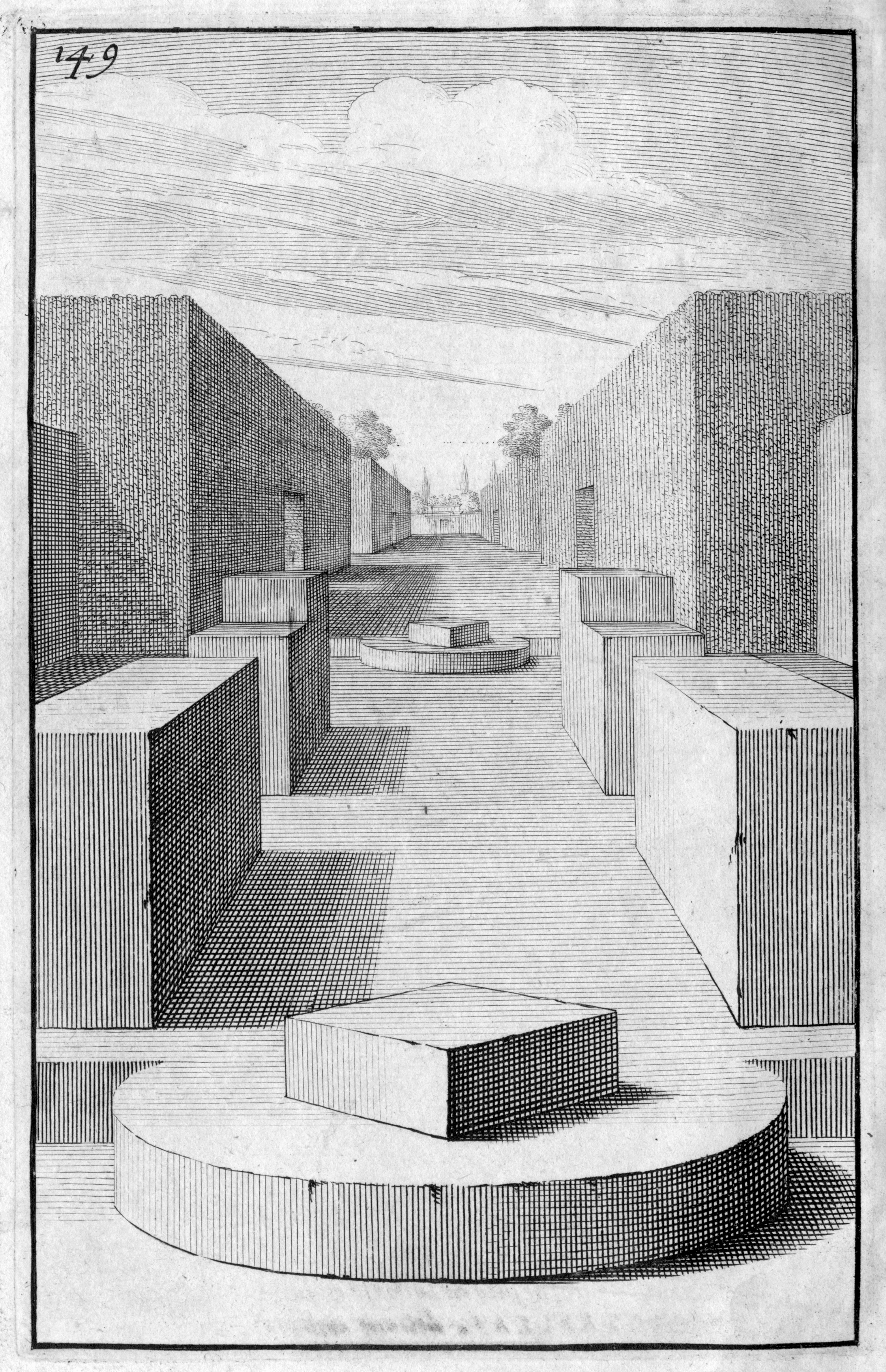
Abraham Bosse, Manera universal de M. Desargues per practicar la perspectiva, París 1647

L'arquitecte i geòmetra Girard Desargues havia obert a París un curs privat per ensenyar als artesans (picapedrers, fusters, gravadors, fabricants d'instruments) les aplicacions de la seva tècnica de perspectiva lineal, que introduïda implícitament (amb les línies en fuga paral·leles que convergeixen en l'infinit) i per primera vegada la idea d'un punt de l'infinit.
Bosse va freqüentar aquesta institució des de 1641, convertint-se en el propagandista més actiu i més influent de l'arquitecte lionesa. No es va conformar amb l'ús de la perspectiva desarguesiana en els seus gravats, sinó que a més va publicar una sèrie completa de tractats sobre aquesta tècnica i de les seves aplicacions multiformes, sota els títols de La manera universal del lionès M. Desargues d'establir l'eix i posar les hores i altres coses en els esferes al Sol, La pràctica de la línia de M. Desargues per al tall de pedres en Arquitectura (1643), Forma universal de M. Desargues de practicar la perspectiva en detall o geomètricament (1648), Manera universal de practicar la perspectiva sobre pintures o superfícies irregulars (1653). Entre les magnífiques plaques que il·lustren aquests tractats, la titulada Les Perspecteurs és tan suggestiva del plantejament geomètric que avui és una il·lustració “clàssica” de les edicions de Descartes o de llibres de geometria.

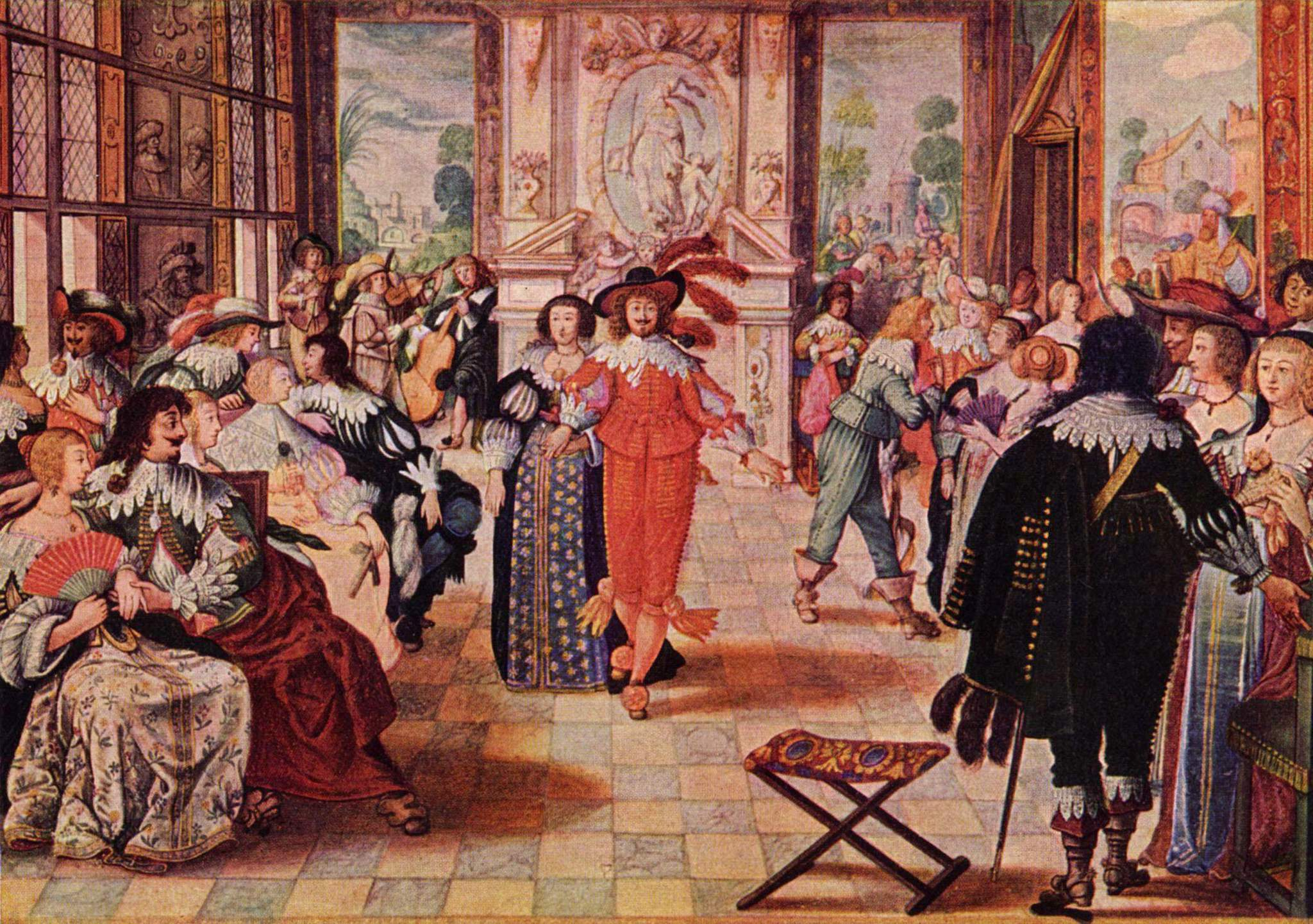
El ball, de la sèrie El Casament a ciutat (1633)

### La lluita acadèmica
Desargues havia hagut de lluitar durament per fer admetre els seus mètodes a nivell corporatiu i pels arquitectes, i Bosse, treballant sobre el camp del dibuix i de la pintura, va ell mateix esdevenir el blanc d'una polèmica quan l'any 1648 Mazarin fundà l'Acadèmia Reial de Pintura i d'Escultura i en escollir Abraham Bosse -sota recomanació de Laurent de la Hyre- com a professor de perspectiva i gravat. A partir de 1651, una oposició de mètode sobre la finalitat de la perspectiva per part de Carles Le Brun i dels seus deixebles enfronta Bosse a una dura polèmica. L'any 1660, un altre membre de l'Acadèmia, Le Bicheur, publicà el seu Tractat de Perspectiva dedicat a Carles Le Bru. Abraham Bosse el va acusar immediatament de plagi El pintor Charles Errard acusà al seu torn Abraham Bosse de plagi. Bosse és exclòs de la institució reial l'any 1661 i fundà llavors una escola privada per prosseguir-hi l'ensenyament dels mètodes de Deargues, que fou tancada per ordre reial del 24 de novembre de 1662. Abraham Bosse continuar tanmateix exposant els seus principis teòrics als seus escrits. És així com publicà l'any 1665 les lliçons que havia impartit a l'Acadèmia Reial sota el títol de Tractat de les pràctics de geometria i perspectiva ensenyades a l'Acadèmia Reial de la Pintura i l'Escultura.
El Bru i Grégoire Huret defensaven la idea d'un bell ideal segons la qual les es devien a l'enginy i a la imaginació de l'artista; idea a la qual Bosse, més naturalista i més tècnic, no s'adheria.

### El gravador científic
Durant la primera part de la seva carrera, Bosse va treballar sobretot en escenes familiars o de grups de persones, incloent-hi temes religiosos. Fill d'un sastre, era també un apassionat de la moda i es pot contemplar la seva producció gràfica d'aquella època com una forma de publicitat de la producció familiar.
El treball que havia efectuat al costat de Desargues l'havia donat a conèixer a un nombre creixent d'autors i, després de la mort de Desargues, la seva producció gràfica va concernir essencialment la il·lustració d'obres científiques. Va prosseguir també el seu treball didàctic sobre les arts gràfiques i sobre la perspectiva.
Va ser Abraham Bosse qui va contribuir a difondre les innovacions aportades per Jacques Callot (tals com la utilització del vernís dur i de l'échoppe), a través de la seva obra Traicté des manières de graver en taille douce sur l'airin par le moyen des eaux-fortes, de 1645. Aquesta obra va tenir una ampla difusió a tot Europa, sent traduïda a una desena de llengües fins al segle xix, com ara l'italià, holandès, alemany, anglès i portuguès (al qual caldria avui afegir el japonès).
Tanmateix, a diferència de Callot, que buscava amb l'aiguafort el mitjà de gravar obres plenes de vida i riques en petits detalls, l'objectiu d'Abraham Bosse era el d'aconseguir obtenir amb l'aiguafort un resultat tan pròxim com fos possible al del burí. Això el va portar a una adaptació del vernís dur que li havia fet descobrir Callot.
La seva obra a l'aiguafort troba en efecte el rigor una mica auster del burí. Destaca en l'escenificació d'homes i de dones elegants, sovint situats a sumptuosos interiors, posant en valor la roba que es duia a l'època de Lluís XIII, durant la qual va exercir la primera part de la seva carrera. És també als seus gravats que descriuen els diversos oficis i escenes de la vida diària on es descobreix el seu talent.

## Obres

### Estampes i il·lustracions

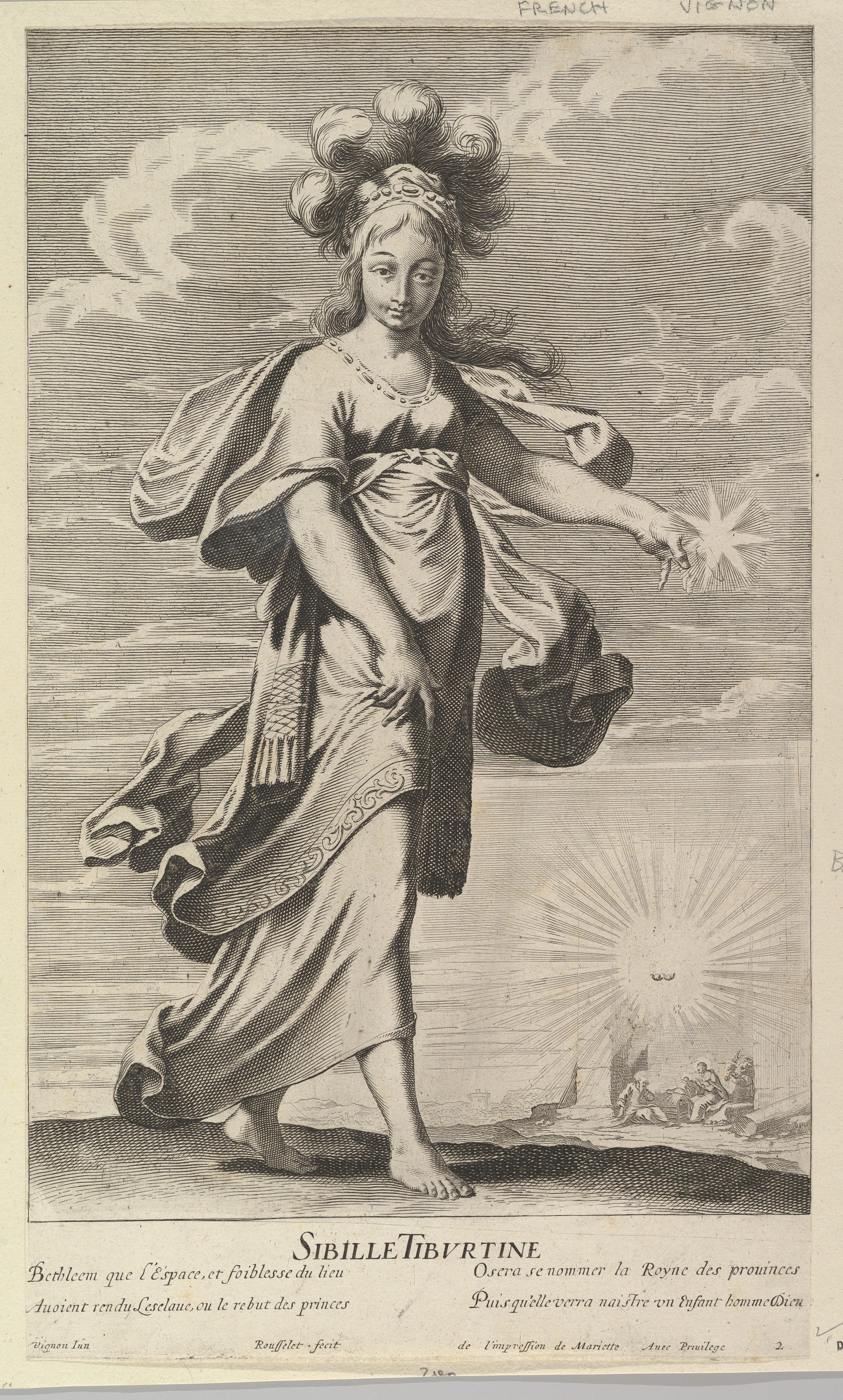
Sibille Tiburtine o Sibylle Tiburtine, de la sèrie de les Dotze Sybilles, de les quals la figura va ser gravada per Gilles Rousselet i el rerefons per Abraham Bosse. Metropolitan Museum of Art (Nova York)

- Le jardin de la Noblesse françoise disponible a Gallica, estampa, 1629
- Petits métiers et cris de Paris disponible a Gallica (reedició de 1905, ca. 1630), de Vte de Savigny de Moncorps, gravats d'Abraham Bosse
- Els guàrdies françoises (1632)
- El casament a la ciutat, el casament a la campanya (1633)
- Els oficis[8] (1635?)
- Sèrie de posts per a l'Ariane (1639)
- El frontispici del Léviathan de Thomas Hobbes (1651) obra d'Abraham Bosse
- Sèrie de planxes per a la Verge o França lliurada (1656)
- Memòries per servir a la història de les plantes, de Denis Dodart (1676), 39 planxes botàniques[9]

### Obres tècniques
- La manière universelle de M. des Argues Lyonnois pour poser l'essieu & placer les heures & autres choses aux cadrans au Soleil (1643)
- La pratique du trait à preuve de M. des Argues Lyonnois pour la coupe des pierres en Architecture (1643)
- De la manière de graver à l'eaux-forte et au burin disponible a Gallica, París (1645)
- Traité des manières de graver en taille douce sur l'airin par le moyen des eaux-fortes... disponible a Gallica, París (1645)
- Manière universelle de M. des Argues pour pratiquer la perspective par petit-pied comme le géométral..., París (1648)
- Moyen universel de pratiquer la perspective sur les tableaux ou surfaces irrégulières... disponible a Gallica, París (1653)
- Des ordres des colonnes (1664)
- Traité des pratiques géométrales et perspectives enseignées dans l'Académie royale de la peinture et sculpture disponible a Gallica (1665)